# SheBelieves Cup 2018
SheBelieves Cup 2018 var den tredje udgave af SheBelieves Cup, der er en fodboldturnering for kvinder pr. invitation, der holdes i USA. Turneringen fandt sted fra den 1. til 7. marts 2018, og kørte stort set paralelt med Algarve Cup og Cyprus Cup. USA vandt turneringen for 2. gang.

## Stadions
| Columbus                  | Harrison          | Orlando              |
| ------------------------- | ----------------- | -------------------- |
| MAPFRE Stadium            | Red Bull Arena    | Orlando City Stadium |
| Kapacitet: 19.968         | Kapacitet: 25.000 | Kapacitet: 25.500    |
|                           |                   |                      |
| Columbus Harrison Orlando |                   |                      |

## Hold
| Hold     | FIFA Ranking (December 2017) |
| -------- | ---------------------------- |
| USA      | 1                            |
| Tyskland | 2                            |
| England  | 3                            |
| Frankrig | 6                            |

## Stillingen
| Pos | Hold     | K | V | U | T | M+ | M- | MF | P |
| --- | -------- | - | - | - | - | -- | -- | -- | - |
| 1   | USA      | 3 | 2 | 1 | 0 | 3  | 1  | +2 | 7 |
| 2   | England  | 3 | 1 | 1 | 1 | 6  | 4  | +2 | 4 |
| 3   | Frankrig | 3 | 1 | 1 | 1 | 5  | 5  | 0  | 4 |
| 4   | Tyskland | 3 | 0 | 1 | 2 | 2  | 6  | −4 | 1 |

## Resultater
Alle tidspunkter er lokale (UTC−5).
| 1. marts 2018 16:00 |

| England                                          | 4–1     | Frankrig     |
| ------------------------------------------------ | ------- | ------------ |
| - Duggan 7' - Scott 28' - Taylor 39' - Kirby 46' | Rapport | Thiney 77' · |

| MAPFRE Stadium, Columbus, Ohio Tilskuere: 7.566 Dommer: Christina Unkel (USA) |

| 1. marts 2018 19:00 |

| USA         | 1–0     | Tyskland |
| ----------- | ------- | -------- |
| Rapinoe 17' | Rapport |          |

| MAPFRE Stadium, Columbus, Ohio Tilskuere: 14.591 Dommer: Melissa Borjas (Honduras) |

| 4. marts 2018 12:00 |

| USA      | 1–1     | Frankrig        |
| -------- | ------- | --------------- |
| Pugh 35' | Rapport | Le Sommer 38' · |

| Red Bull Arena, Harrison, New Jersey Tilskuere: 25.706 Dommer: Lucia Venegas (Mexico) |

| 4. marts 2018 15:00 |

| Tyskland                             | 2–2     | England          |
| ------------------------------------ | ------- | ---------------- |
| - Kayikçi 17' - Bright 51' (selvmål) | Rapport | White 18', 73' · |

| Red Bull Arena, Harrison, New Jersey Tilskuere: 7.882 Dommer: Karen Abt (USA) |

| 7. marts 2018 16:00 |

| Frankrig                                 | 3–0     | Tyskland |
| ---------------------------------------- | ------- | -------- |
| - Henry 10' - Le Sommer 55' - Gauvin 68' | Rapport |          |

| Orlando City Stadium, Orlando, Florida Tilskuere: 6.525 Dommer: Christina Unkel (USA) |

| 7. marts 2018 19:00 |

| USA                | 1–0     | England |
| ------------------ | ------- | ------- |
| Bardsley 58' (sm.) | Rapport |         |

| Orlando City Stadium, Orlando, Florida Tilskuere: 12.351 Dommer: Carol Anne Chenard (Canada) |

## Målscorere
16 mål blev scoret i 6 kampe, i gennemsnit 2,67 mål per kamp.
2 mål
- Ellen White
- Eugénie Le Sommer

1 mål
- Toni Duggan
- Fran Kirby
- Jill Scott
- Jodie Taylor
- Valérie Gauvin
- Amandine Henry
- Gaëtane Thiney
- Hasret Kayikçi
- Mallory Pugh
- Megan Rapinoe

1 selvmål
- Millie Bright (vs. Tyskland)
- Karen Bardsley (vs. USA)